# 小行星2451
小行星2451（2451 Dollfus）是一颗绕太阳运转的小行星，为主小行星带小行星。该小行星于1980年9月2日发现。
該小行星以法國天文學家奧杜安·多爾菲斯命名。

## 轨道参数
小行星2451的轨道半长轴为2.7242838 UA，离心率为0.151。